# متلألئة رؤيسية
متلألئة رؤيسية (الاسم العلمي:Luzula capitata) هي نوع من النباتات تتبع جنس المتلألئة من الفصيلة الأسلية.